# Ditte & Louise (tv-serie)
 For alternative betydninger, se Ditte & Louise. (Se også artikler, som begynder med Ditte & Louise)
Ditte & Louise er en dansk prisbelønnet komedieserie fra DR1. Serien er skrevet og udviklet af Ditte Hansen og Louise Mieritz. Den blev udgivet i 2015-2016 og blev efterfulgt af biograffilmen Ditte & Louise, udviklet af Nordisk Film.

## Plot
Serien skildrer Ditte og Louises tid i skuespillerbranchen, hvor de kæmper imod chauvinistiske og sexistiske tendenser.

## Medvirkende
- Ditte Hansen - Ditte
- Louise Mieritz - Louise
- Henrik Vestergaard - Thomas
- Sasha Sofie Lund - Tilde
- Solbjørg Højfeldt - Inger, Louises mor
- Viggo Korf-Hansen - Bjørn
- Henrik Noël Olesen - Arnold
- Jakob Cedergren - Sebastian
- Jesper Christensen - Ib

Desuden har en serien en lang række gæsteoptrædener, bl.a. fra Trine Dyrholm, Iben Hjejle, Lars Mikkelsen, Mia Lyhne, Joachim B. Olsen, samt Keld og Hilda Heick.

## Produktion
Ditte & Louise var den første komedie-serie der blev lanceret på DR1 i femten år, hvor komedie har været et vigtigere element ved søsterkanalen DR2. Produktionsbudgettet for en sæson udgjorde 14 millioner kroner. Serien henter inspiration fra bl.a. Klovn, Ridley Scotts Thelma og Louise, samt Christian Braad Thomsens Koks i kulissen med Helle Ryslinge og Anne Marie Helger.
Forud for serien havde Hansen og Mieritz samarbejdet som værter Bodil-prisfesten og som manuskriptforfattere til Cirkusrevyen. De har også arbejdet samarbejdet på stykket Den Vægelsindede som havde premiere ved Odense Teater samme år som deres serien blev lanceret.

## Udgivelse
Serien blev lanceret på DRs hovedkanal DR1, hvor den blev vist fredag kl. 21:25, set i branchen som prime-time. Den første sæson modtog en Robert for Årets Korte Serie. Ditte Hansen og Louise Mieritz var i gang med udviklingen af en tredje sæson, da DR1's kanalchef valgte at trække støtten til serien, på baggrund af dens seertal. Det blev mødt med kritik fra flere medier, bl.a. fra Information, der kaldte beslutningen selvironisk. Mieritz udtrykkede hendes overraskelse over beslutningen, eftersom serien havde klaret sig solidt på streamings-tjenester.

## Sæson 1
Alle afsnit af første sæson er skrevet af Hansen og Mieritz, og instrueret af Niclas Bendixen. Første sæson blev lanceret 05. juni 2015 og kørte de næste syv uger frem.
| #  | Titel                          | Gæsteoptræden                                            | Udgivelse     |
| -- | ------------------------------ | -------------------------------------------------------- | ------------- |
| 01 | Fuckable                       | Nicolaj Kopernikus Troels Lyby Anders W. Berthelsen      | 05. Juni 2015 |
| 02 | Koks i kulissen                | Søs Egelind Kirsten Lehfeldt Søren Rasted Nicolaj Rasted | 12. Juni 2015 |
| 03 | A Room with a Dub              | Hilda Heick og Keld Heick Carsten Bjørnlund              | 19. Juni 2015 |
| 04 | Nabo Barnet                    | Basim                                                    | 26. Jun. 2015 |
| 05 | Hella Joof Syndromet           | Christian Fuhlendorff                                    | 03. Juli 2015 |
| 06 | Gå Aldrig Tilbage Til En Fuser | Hilda Heick og Keld Heick Jimmy Jørgensen                | 10. Juli 2015 |
| 07 | Merde!!!                       | Helle Dolleris                                           | 17. Juli 2015 |
| 08 | Kvinde Kend Dit Flop           | Laus Høybye Rune Klan Tammi Øst Mille Lehfeldt           | 24. Juli 2015 |

## Sæson 2
Alle afsnit af anden sæson er skrevet af Hansen og Mieritz, og instrueret af Niclas Bendixen. De to første afsnit af anden sæson blev vist på DR1 den 04. november 2016, hvorefter hele sæsonen blev gjort tilgængelig online.
| #  | Titel                            | Gæsteoptræden                                                                     | Udgivelse         |
| -- | -------------------------------- | --------------------------------------------------------------------------------- | ----------------- |
| 9  | Den høje skøre og den lille sure | Silas Holst                                                                       | 04. November 2016 |
| 10 | Alle for Judith                  | Peter Aalbæk Jensen Mick Øgendahl                                                 | 04. November 2016 |
| 11 | Det er damebladenes skyld        | Julie Zangenberg                                                                  | 11. November 2016 |
| 12 | Skoene med tæerne                | Trine Dyrholm Lise Rønne                                                          | 19. November 2016 |
| 13 | Upstairs, Downstairs             | Joachim B. Olsen Simon Ammitzbøll Anne Linnet                                     | 25. November 2016 |
| 14 | Dukkehjem                        | Ulrich Thomsen Rasmus Tantholdt                                                   | 02. December 2016 |
| 15 | Ensom dame 40 år                 | Anders W. Berthelsen Katja Holm, Christine Exner Susan Olsen Nukâka Coster Waldau | 09. December 2016 |
| 16 | Gitte & Lise                     | Iben Hjejle Mia Lyhne                                                             | 16. December 2016 |